# Ivri Lider

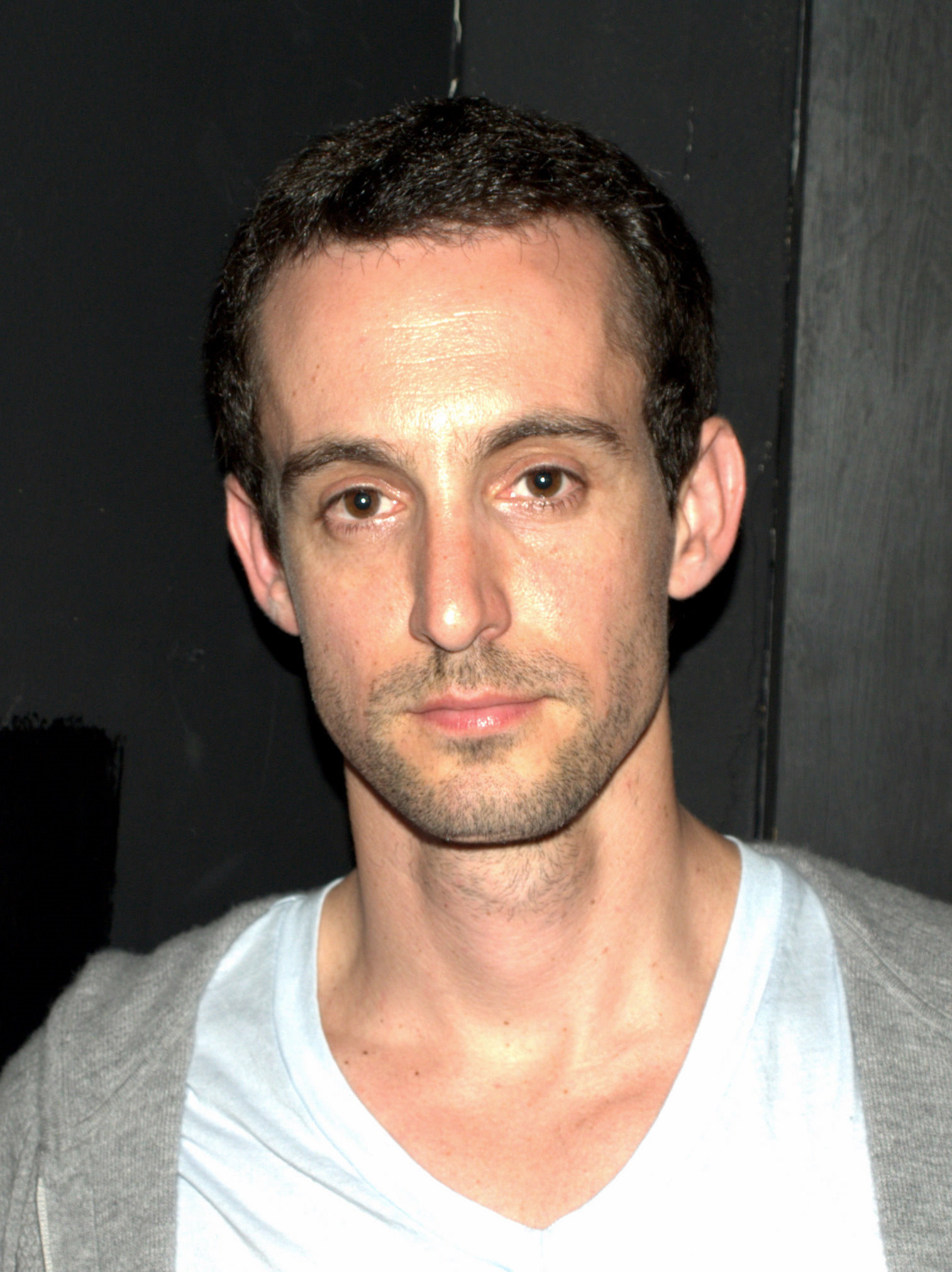
Ivri Lider 2009 in New York City

Ivri Lider (hebräisch עברי לידר; * 10. Februar 1974 in Givat Chaim, Israel) ist ein israelischer Sänger.

## Leben und Karriere
Viele seiner Lieder schafften es an die Spitze der israelischen Hitlisten und seine Alben verkauften sich bisher über 200.000-mal. Er ist einer der populärsten zeitgenössischen Sänger Israels. 
2002 outete er sich gegenüber der Tageszeitung Ha'aretz bezüglich seiner Homosexualität, die auch ein häufiges Thema seiner Lieder ist.

## Diskografie

### Alben
- 1997: Melatef V'meshaker: Caressing and Lying
- 1999: Yoter Tov Klum Me'kimat: Better Nothing Than Almost
- 2002: Ha'anashim Ha'chadashim: The New People
- 2005: Ze lo oto davar: It's Not the Same
- 2008: Be'ketzev Achid Be'tnuot Shel Ha'guf: The Steady Rhythm of Body Movements
- 2012: Mishehu Pa'am: Somebody Once
- 2015: Ha'ahava Ha'zot Shelanu: This Love of Ours
- 2024: חלק לא נפרד מאחרים

### Kollaborationen
- 2005: Fight (mit Henree)
- 2016: Ivri Lider Ofer Meiri (mit Ofer Meiri)

### Live-Alben
- 2006: Live CD
- 2013: Live (mit The Revolution Orchestra)
- 2017: Live
- 2022: XXV

### EPs
- 2012: ניו יורק בשמש

### Singles (Auswahl)
- 1997: תמיד אהבה (Tamid Ahava)
- 1999: הכוס הכחולה (Hakos hakchula)
- 1999: יותר טוב כלום (Joter tov klum)
- 2005: זכיתי לאהוב (Sachiti le'ehov)
- 2012: מישהו פעם (Mischehu pa'am)
- 2013: הייתי כאן (mit Nathan Goshen)
- 2015: האהבה הזאת שלנו (Ha'ahava hasot schelanu)
- 2017: Moogzam
- 2018: נסיכה שלי (Nesicha scheli)
- 2019: לרקוד עם דמעות בעיניים (Lirkod im dmaot ba'enajim - mit Tomer Maizner)
- 2020: המזרח התיכון (Hamisrach hatichon)
- 2021: הרגע הריק (Harega harek)
- 2021: השמיים נעולים (Haschamajim ne'ulim - mit Doli & Penn, Ella Lee & Peled)
- 2024: רוקדת מול כולם (Rokedet mul kulam - mit Odeya)

### Filmmusik
- 2002: Yossi & Jagger – Hauptthema und Lied „Bo“ (Let's)
- 2004: Walk on Water – Hauptthema und Lied „Cinderella Rockefella“, Duett mit Rita
- 2006: The Bubble – Hauptthema und Lieder „The Man I Love“ sowie „Song To A Siren“